# St.-Michaels-Kapelle (Hoppengarten)

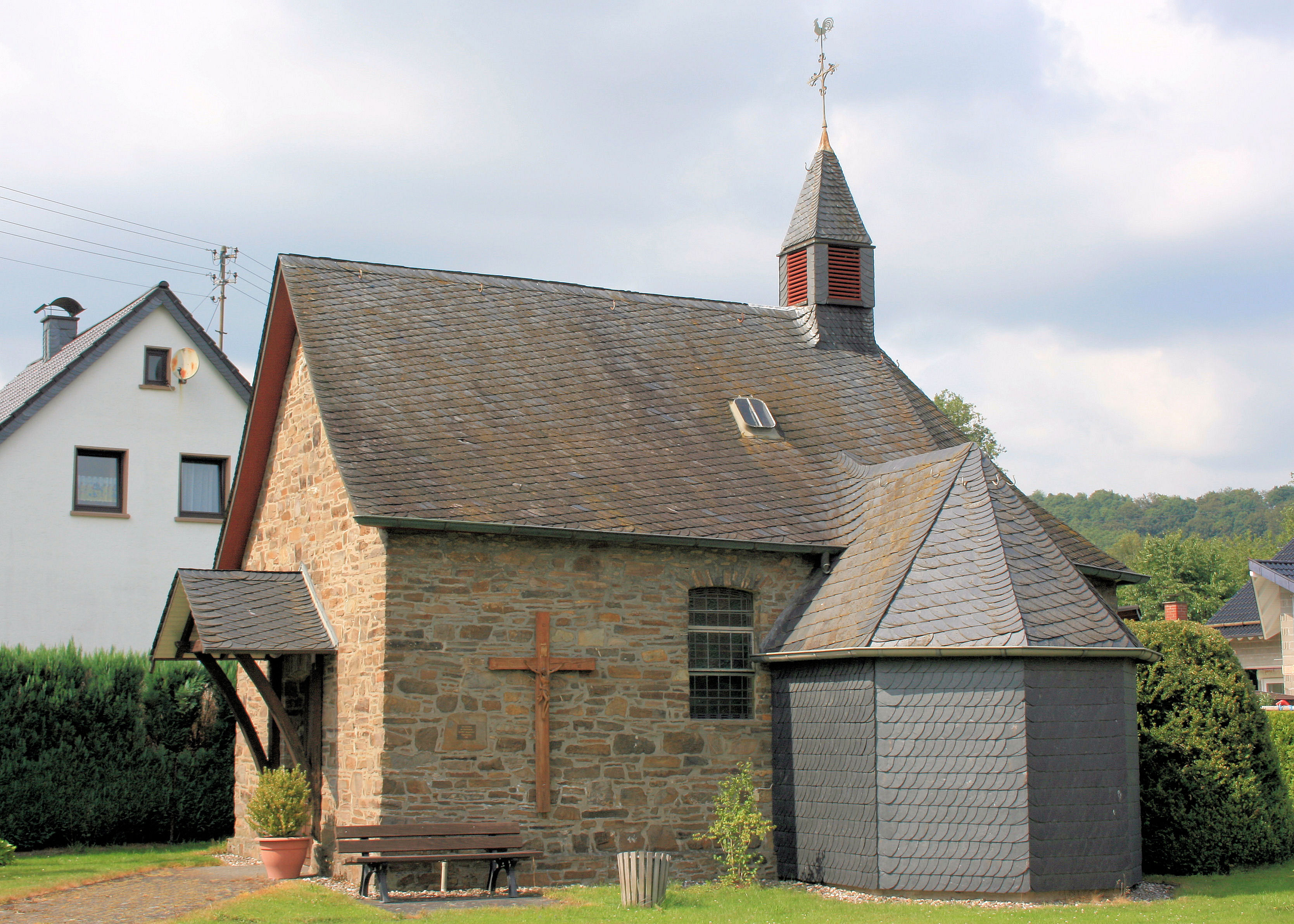
Sankt-Michaels-Kapelle

Die Sankt-Michaels-Kapelle Hoppengarten ist eine katholische Kapelle im Windecker Ortsteil Hoppengarten. Sie ist außer Sankt Michael der Mutter Gottes geweiht.

## Beschreibung
Die Kapelle ist aus Grauwacke gemauert und mit einem hölzernen Vordach versehen. Rechtsseitig wurde in den 1980er Jahren eine Sakristei angebaut. Diese ist komplett verschiefert. Ebenso verschiefert ist das Dach, welches zum Chorabschluss abgewalmt ist und dort mit einem kleinen Dachreiter mit einer Glocke versehen ist.
Das Gebäude hat seitlich je ein Fenster und Fenster im Chorabschluss. Zwei im Krieg zerstörte Glasfenster aus dem Jahr 1751 zeigten Wappen von Louisa Catharina von der Lippe genannt Hoen, Freifrau von Haus Bruch und Eisengarten sowie von Johann Bertram Weynandt, die somit wohl Stifter der Kapelle waren.

### Innenraum
Links vom Eingang befindet sich unter einem Baldachin eine Madonnenfigur. An den Längstwänden ist ein Kreuzweg aus Kohlezeichnungen zu sehen. Am Anfang des Chorabschlusses steht eine Statue von St. Michael mit dem Drachen und auf der anderen Seite eine Herz-Jesu-Statue. Hinter der Altarmensa befinden sich ein Kruzifix und ein Tabernakel. 

## Denkmalschutz
Die Kapelle ist unter der Nr. A 90 in die Liste der Baudenkmäler in Windeck eingetragen.